# Aerdenhout
Aerdenhout est un village situé dans la commune néerlandaise de Bloemendaal, dans la province de la Hollande-Septentrionale. Le 1er janvier 2007, le village comptait 4 460 habitants.

## Personnalités notables
- Gezina van der Molen, juriste néerlandaise et une combattante de la résistance pendant la Seconde Guerre mondiale.